# Fairground
Fairground è un singolo del gruppo musicale britannico Simply Red, il primo estratto dall'album Life nel 1995.
È l'unico brano del gruppo che ha raggiunto la vetta della classifica britannica dei singoli. Ha mantenuto il primo posto per quattro settimane consecutive.
Poco tempo dopo la sua uscita è stato certificato disco di platino dalla British Phonographic Industry (BPI).
Il brano contiene le percussioni di Give It Up, strumentale del 1993 dei Good Men, che a sua volta è basata sulla Fanfarre di Sérgio Mendes del 1991.

## Video musicale
Il videoclip del brano ha per protagonista il cantante Mick Hucknall che si dirige presso il parco di divertimento Blackpool Pleasure Beach, nella contea inglese del Lancashire.

## Tracce
1. Fairground (Single Edit) – 4:23
2. Fairground (Extended Single Mix) – 5:32
3. Stars (Live) – 4:12
4. The Right Thing (Live) – 4:31

## Classifiche
| Classifica (1995) | Posizione massima |
| ----------------- | ----------------- |
| Australia         | 7                 |
| Austria           | 5                 |
| Belgio (Fiandre)  | 2                 |
| Belgio (Vallonia) | 10                |
| Europa            | 2                 |
| Francia           | 26                |
| Germania          | 5                 |
| Irlanda           | 1                 |
| Italia            | 1                 |
| Nuova Zelanda     | 6                 |
| Paesi Bassi       | 5                 |
| Regno Unito       | 1                 |
| Spagna            | 6                 |
| Svezia            | 17                |
| Svizzera          | 6                 |